# Vizcondado del Bruch

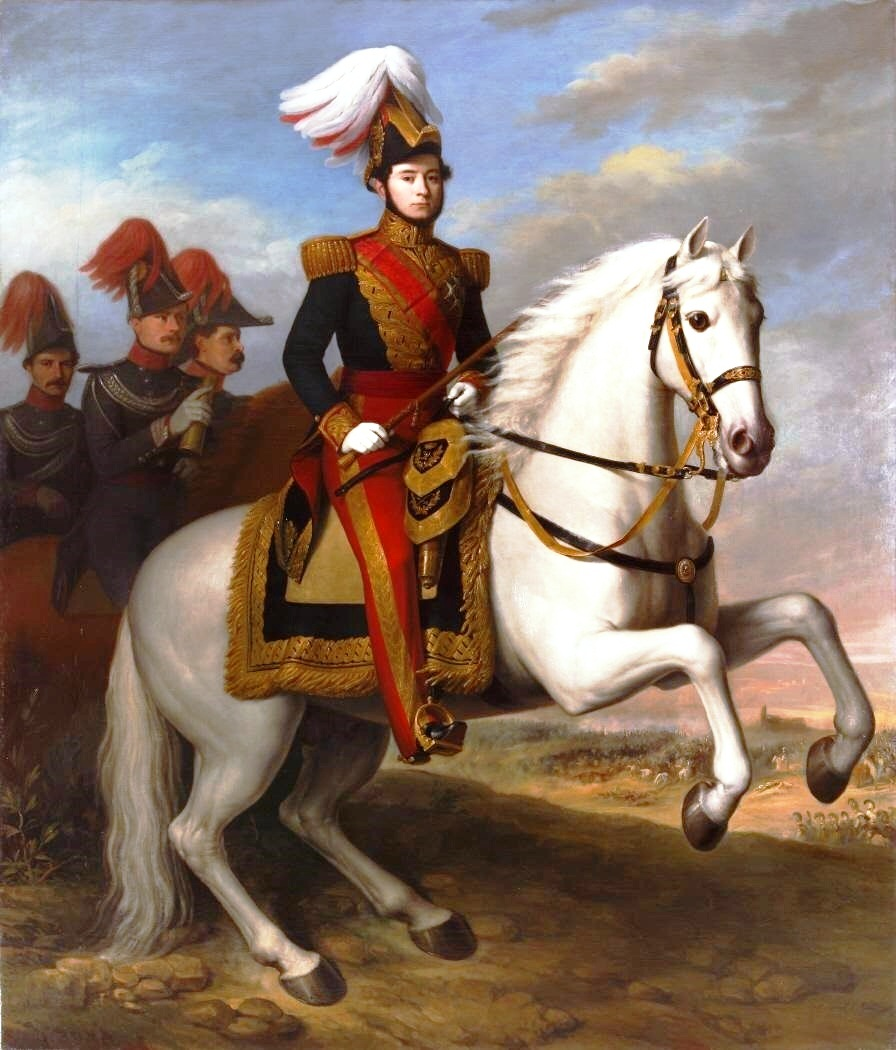
Juan Prim y Prats, I vizconde del Bruch, I conde de Reus, I marqués de los Castillejos, etc

El vizcondado del Bruch es un título nobiliario español creado el 13 de diciembre de 1855 por la reina Isabel II de España a favor de Juan Prim y Prats, I conde de Reus, I marqués de los Castillejos grande de España.

## Denominación
Su denominación hace referencia a Bruch, en la provincia de Barcelona.

## Armas
Escudo de los Prim.

## Vizcondes del Bruch
|                        | Titular                                        | Periodo                |
| Creación por Isabel II | Creación por Isabel II                         | Creación por Isabel II |
| ---------------------- | ---------------------------------------------- | ---------------------- |
| I                      | Juan Prim y Prats                              | 1855-1870              |
| II                     | Juan José Prim y Agüero                        | 1873-1930              |
| III                    | María de la Concepción Muntadas y Salvadó-Prim | 1956-1986              |
| IV                     | Teresa Gironella y Muntadas                    | 1987-2007              |
| V                      | Fernando Heras y Gironella                     | 2009-2016              |
| VI                     | David Heras y Saez                             | 2017                   |

## Historia de los vizcondes del Bruch
- Juan Prim y Prats (1814-1870), I vizconde del Bruch, I conde de Reus, I marqués de los Castillejos.

Casó con Francisca Agüero y González, I duquesa de Prim, II condesa de Agüero. Le sucedió su hijo:
- Juan Prim y Agüero (1858-1930), II vizconde del Bruch, II conde de Reus, II y último marqués de los Castillejos (por elevación a ducado), I duque de los Castillejos grande de España.

Al morir sin descendientes el I duque de los Castillejos, fue su hermana Isabel Prim y Agüero la que trasmitió todos los títulos familiares, a través de su sobrina María de la Concepción Salvadó-Prim y Golferich, casada con Carlos Muntadas y Muntadas, distribuyendo éstos entre sus cuatro hijos y hija: Carlos Muntadas y Salvadó Prim, II duque de los Castillejos grande de España; Luis Muntadas y Salvadó Prim, III duque de Prim grande de España (1953), casado con Simone Audhui Gillin; Antonio Muntadas y Salvadó Prim, III conde de Reus (1953), casado con María Josefa Fábregas y Bas; María de la Concepción Muntadas y Salvadó Prim, III vizcondesa del Bruch, sobrina-nieta del II vizconde del Bruch, que sigue:
- María de la Concepción Muntadas y Salvadó Prim, III vizcondesa del Bruch.

Casó con Luis Gironella y Canals. Le sucedió su hija:
- Teresa Gironella y Muntadas, IV vizcondesa del Bruch.

Casó con Luis Heras de Paredes. Tuvo a: Concepción, Fernando, Mercedes y Luis. Le sucedió su hijo:
- Fernando Heras y Gironella, V vizconde del Bruch. Casó con María Luisa Sáez. Tuvo a:
- David Heras y Saez, VI Vizconde del Bruch.